# Nhái cây Waza
Nhái cây Waza, tên khoa học: Gracixalus nonggangensis, là một loài ếch thuộc họ Rhacophoridae đặc hữu của Việt Nam. Loài nhái cây này được đặt theo được đặt theo tên của Hiệp hội Các vườn thú thế giới (WAZA) để ghi nhận những đóng góp của tổ chức này đối với công tác bảo tồn các loài động vật hoang dã nói chung và ếch nhái nói riêng.
Mẫu vật của loài này đã được thu thập ở vùng núi đá vôi ở phía đông tỉnh Cao Bằng ở độ cao 400-650m so với mực nước biển. Loài nhái cây này sinh sống ở các Thung lũng đá vôi hoặc cửa hang động, khá xa nguồn nước.